# Flottisten (bogserbåt)
Flottisten är en tidigare bogserbåt som byggdes år 1862 vid Motala Verkstad för Severin Axell med flera i Sundsvall. Hon skulle bogsera timmersläp och var försedd med en egentillverkad tvåcylindrig ångmaskin med 160 hästkrafter. Byggkostaden uppgick till 43 770 riksdaler.
Omkring år 1880 överfördes hon till Sundsvalls Bogseringsbolag och år 1881 försågs hon med en 225 hästkrafters kompoundångmaskin. Den 24 maj 1898 överfördes hon till Sundsvalls Bogserings AB som den 15 mars 1912 namnändrades till Ljunga Elf & Indals Elfs Flottningsföreningar.

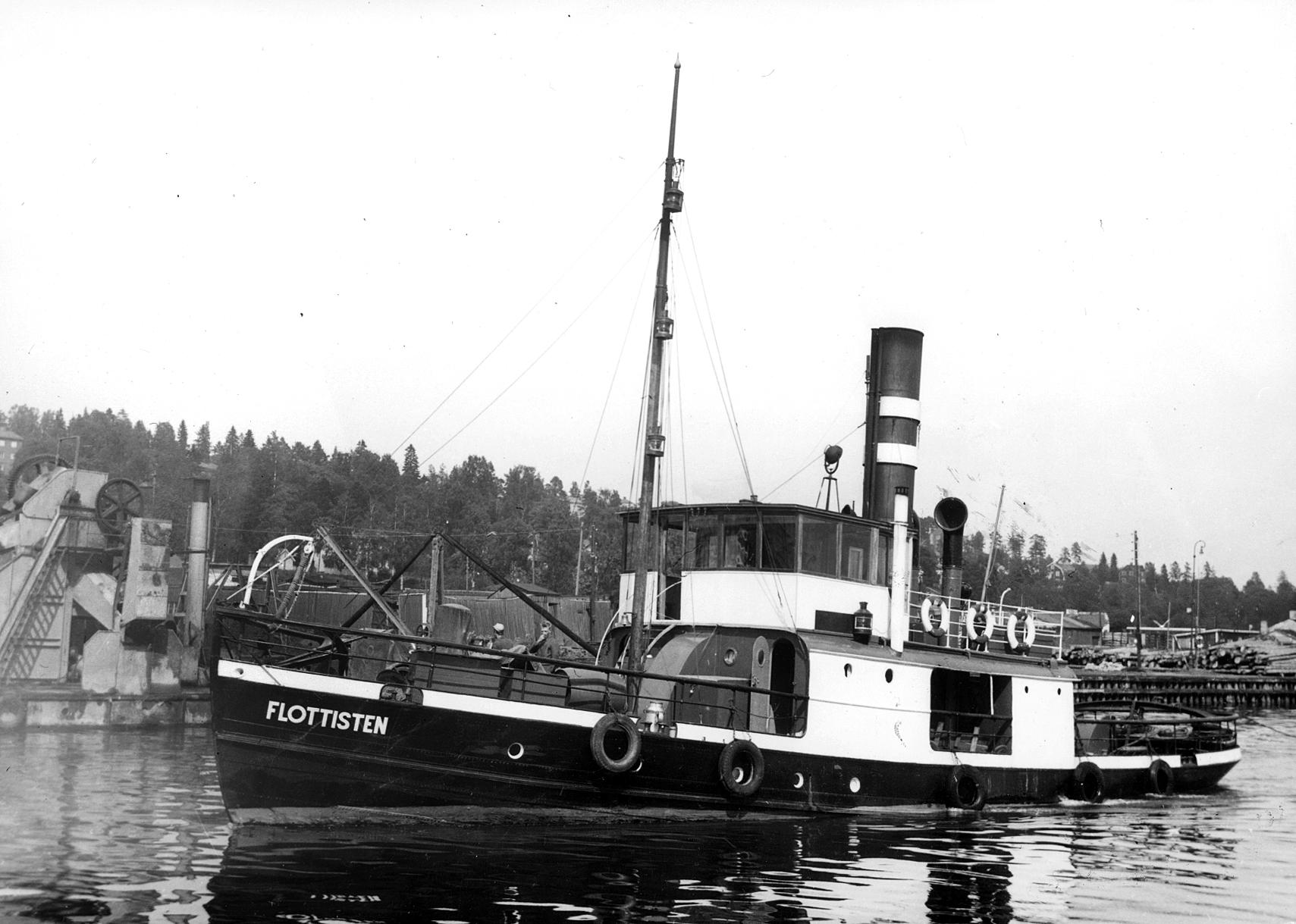
Flottisten i Sundsvall.

Den 4 maj 1940 rekvirerades hon av  Norrlands Marindistrikt i Härnösand som hjälpvedettbåt. Hon utrustades vid Mohögs Mekaniska Verkstad i Sundsvall och fick en 57 mm kanon M/89 B på fördäck och en 6 mm luftvärnskulspruta M/36 på taket av styrhytten samt två sjunkbombsfällare. Hon fick  beteckningen HVB 131 och togs i tjänst den 11 juni 1940. Besättningen var på 14 man.
Den 19 november 1945 återlämnades hon till flottningsföreningarna. Hon utrangerades år 1959 och skulle ha skrotats men SCA behövde en kättingpråm och köpte, den 12 oktober samma år, resterna för 12 000 kronor. Ångmaskinen och ångpannan demonterades och Flottisten försågs med en dieselmotor med 90 hästkrafter vid Mohögs Mekaniska Verkstad och klassades om till lastfartyg.
I januari 1974 såldes hon till en privatperson och år 2000 lämnade hon Sundsvall för Stockholm.
Originalritningarna till Flottisten förvaras på Sjöhistoriska museet.